# Rakaye-Yarcé
Ne doit pas être confondu avec Rakaye-Mossi.
Rakaye-Yarcé est une commune rurale située dans le département de Doulougou de la province du Bazèga dans la région du Centre-Sud au Burkina Faso.

## Géographie
La commune de Rakaye-Yarcé est traversée par la route nationale 6.

## Santé et éducation
Rakaye-Yarcé accueille un centre de santé et de promotion sociale (CSPS).